# Lamberto Gardelli
Lamberto Gardelli (Venise, 8 novembre 1915 - Munich, 17 juillet 1998) était un chef d'orchestre italien naturalisé suédois, particulièrement associé aux opéras de Giuseppe Verdi, dont il a laissé de nombreux enregistrements. 

## Biographie
Lamberto Gardelli étudie d'abord au Liceo Musicale de Pesaro, puis à l'Académie nationale de Sainte-Cécile à Rome, avec Adriano Ariani et Amilcare Zanella. Il commence sa carrière comme assistant de Tullio Serafin à l'Opéra de Rome, où il fait ses débuts comme chef en 1944, avec La Traviata.
Il est nommé premier chef à l'Opéra royal de Stockholm en 1946, où il défend le répertoire italien jusqu'en 1955. Il prend alors la tête de l'Orchestre symphonique de la Radio danoise de 1955 à 1961, puis devient premier chef à l'Opéra de Budapest de 1961 à 1966. Il poursuit aussi une carrière de chef invité, se produisant au Royal Opera House de Londres, au Festival de Glyndebourne, au Metropolitan Opera et au Carnegie Hall de New York, etc.  
Il s'affirme rapidement dans les opéras de Verdi, dont il est considéré un spécialiste, et entreprend dans les années 1960 et 1970 plusieurs enregistrements de ses œuvres oubliées ou négligées avec la compagnie de disque Philips Records, notamment I lombardi, I due Foscari, Il corsaro, Attila, I masnadieri, La Battaglia di Legnano, Stiffelio, etc.
Il ne se limite pas qu'à Verdi, il dirige également le premier enregistrement complet de Guillaume Tell de Rossini dans sa version française, avec Montserrat Caballé, Nicolai Gedda et Gabriel Bacquier, ainsi que Fedora, avec Magda Olivero, Mario del Monaco et Tito Gobbi, la version française de Moïse de Rossini mais dans une traduction en italien et une version du très rare Belfagor de Ottorino Respighi.
Entre 1978 et 1984, il est directeur général à l'Opéra de Berne et premier chef de l'Orchestre de la radio de Munich (1982-85), et retourne à Copenhague comme premier chef de l'Orchestre symphonique national du Danemark (1986-89).

## Sources
- Alain Pâris, Dictionnaire des interprètes et de l'interprétation musicale depuis 1900, Paris, R. Laffont, coll. « Bouquins », 14 octobre 2004, 1290 p. (ISBN 978-2-221-10214-5).
- Theodore Baker et Nicolas Slonimsky (trad. de l'anglais par Marie-Stella Pâris, préf. Nicolas Slonimsky), Dictionnaire biographique des musiciens [« Baker's Biographical Dictionary of Musicians »], t. 1 : A-G, Paris, Robert Laffont, coll. « Bouquins », 1995 (réimpr. 1905, 1919, 1940, 1958, 1978), 8e éd. (1re éd. 1900), 4 728 p. (ISBN 2-221-06510-7), p. 1 403